# Dreistreifen-Zwergbuntbarsch
Der Dreistreifen-Zwergbuntbarsch (Apistogramma trifasciata) ist eine kleine Buntbarschart, die im mittleren Südamerika
vom Rio Guaporé an der Grenze zwischen Brasilien und Bolivien bis zu den Unterläufen von Río Paraguay und Río Paraná vorkommt. Der südlichste Fundort liegt in der Nähe der argentinischen Stadt Santa Fe am Río Paraná.

## Merkmale
Männliche Dreistreifen-Zwergbuntbarsch erreichen eine Maximallänge von 8 cm, Weibchen bleiben mit maximal 5 cm deutlich kleiner. Namensgebend (trifasciata = dreigestreift) für die Art sind die drei dunklen Streifen auf den Körperseiten. Neben einem schwarzen Wangenstreifen und einem Längsstreifen, der beginnend an der Oberlippe durch das Auge bis auf die Schwanzwurzel verläuft, ist noch ein dritter Streifen vorhanden. Dieser erstreckt sich vom oberen Brustflossenansatz bis zum Ansatz der Afterflosse und ist oft nur sehr schwach sichtbar. Im Übrigen sind die Weibchen grauoliv und während der Fortpflanzungszeit zitronengelb gefärbt. Männchen haben eine blaugrün glänzenden Rumpf, einen dunkleren Rücken und einen weißlichen bis hellgelben Bauch. Ihre Schuppen sind dunkel gerandet. Je nach Fundort kann die Färbung etwas unterschiedlich sein. Im Allgemeinen sind Exemplare aus weichem, sauren Gewässern farbenprächtiger. Während Männchen aus mittelhartem, alkalischem Wasser kurze Rückenflossen haben, sind die Flossenmembranen des zweiten bis vierten Rückenflossenstrahls bei Männchen aus weichen und sauren Gewässern lang ausgezogen.
- Flossenformel: Dorsale XV–XVI/6–7, Anale III/5–6.
- Schuppenformel 23–24 (mLR), 7–11/12 (SL).

## Lebensraum und Fortpflanzung
Der Dreistreifen-Zwergbuntbarsch kommt in Klar- und Weißwasserflüssen in einem sehr großen Verbreitungsgebiet vor. Immer lebt er im Schutz dichter Pflanzenbestände, die aus Wasser-, Sumpf- oder Schwimmpflanzen bestehen. Das Wasser im Verbreitungsgebiet ist weich (<1–5 °dH) und hat einen pH-Wert von 6,0 bis 7,6, die Wassertemperatur beträgt 24 bis 29 °C. Häufige Begleitfische sind Borellis Zwergbuntbarsch (Apistogramma borellii) und Apistogramma commbrae, der Blutsalmler (Hyphessobrycon eques) und die Killifische Pterolebias longipinnis und Pterolebias phasianus.
Die Fische sind Verstecklaicher, die etwa 60 bis 100 Eier legen. Männchen haben einen Harem, der für gewöhnlich aus drei Weibchen besteht. Sie bilden eine Mann-Mutter-Familie, bei der das Weibchen die Brutpflege zunächst allein ausübt, während das Männchen das Revier verteidigt. Erst in der zweiten bis dritten Woche nach dem Schlupf beteiligt sich das Männchen an der direkten Brutpflege.